# NGC 6117B
NGC 6117B في الفهرس العام الجديد، هي مجرة، تقع في كوكبة الإكليل الشمالي. اكتشفت بواسطة ألبرت مارث.

## روابط خارجية
- NGC 6117B على موقع ويكي سكاي: DSS2, SDSS, GALEX, IRAS, Hydrogen α, X-Ray, Astrophoto, Sky Map, Articles and images